# Liste der Gemeinden im Komitat Pest

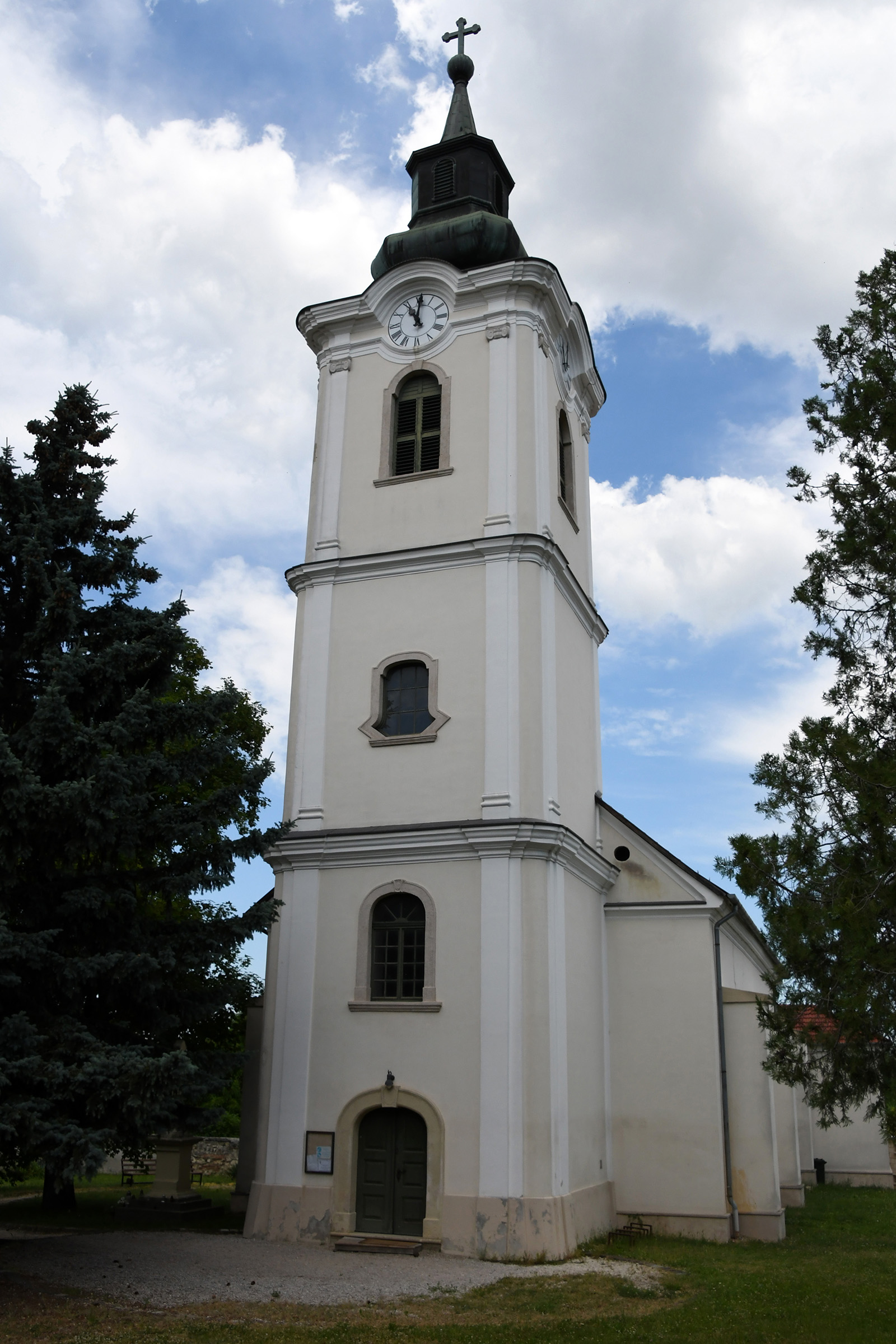
Érd ist die größte Stadt im Komitat

Diese Liste umfasst die Städte und Gemeinden des Komitats Pest in Ungarn. Es bestehen in Pest insgesamt 187 Gemeinden, davon 48 Gemeinden mit, und 139 Gemeinden ohne Stadtrecht. Jede Gemeinde hat einen direkt von den Bürgern gewählten Bürgermeister (ungarisch polgármester). Jede Gemeinde verfügt über eigene Einnahmen, kann aber auch Zuschüsse aus dem zentralen Staatshaushalt erhalten. Zu den Verpflichtungen der Gemeinden gehören u. a. die Sicherung des Grundschulunterrichts, die Gewährleistung der medizinischen und sozialen Grundversorgung, sowie das Geltendmachen der nationalen und ethnischen Minderheitenrechte.
Der Minderheitenschutz ist eine Besonderheit der ungarischen Kommunalverwaltung. Seit 1993 bestehen für die dreizehn autochthonen ethnischen Minderheiten in Ungarn gesetzliche Regelungen zur Selbstverwaltung. Die seitdem entstanden Minderheiten-Selbstverwaltungen bestehen aus gewählten, in die kommunale Verwaltung integrierten Organen, welche die Interessen der Minderheiten vertreten. Sie sind teils sehr unterschiedlich ausgeprägt bzw. organisiert, bieten aber den jeweiligen Bürgern weitreichende sprachliche und kulturelle Autonomie.
Alle Angaben beruhen auf der Volkszählung vom 1. Januar 2022

## Städte

### Städte mit Komitatsrecht
Eine Stadt mit Komitatsrecht (ungarisch megyei jogú város) erfüllt im Bereich der Komitatsverwaltung zusätzliche Aufgaben gegenüber den anderen Städten und Gemeinden des Komitats.
- Érd b, d, e, h, p, r 71.641 Einwohner

### Städte ohne Komitatsrecht
| Stadt                  | Einw.  | Stadt                 | Einw.   | Stadt                     | Einw.  |
| ---------------------- | ------ | --------------------- | ------- | ------------------------- | ------ |
| * Abony                | 14.312 | * Gyömrő              | 20.548  | * Százhalombatta e, h, sr | 17.403 |
| * Albertirsa s         | 13.518 | * Halásztelek b, d, r | 011.992 | * Szentendre d, h, sr     | 27.641 |
| * Aszód                | 06.233 | * Isaszeg s           | 11.685  | * Szigethalom b           | 18.600 |
| * Biatorbágy d, p      | 15.187 | * Kistarcsa s         | 13.657  | * Szigetszentmiklós       | 40.750 |
| * Budakalász d         | 11.933 | * Maglód s            | 12.600  | * Szob                    | 02.585 |
| * Budakeszi d          | 15.466 | * Monor               | 18.772  | * Tápiószele              | 05.846 |
| * Budaörs d, e, h, r   | 28.864 | * Nagykáta            | 12.208  | * Tököl d, h, sr          | 10.709 |
| * Cegléd               | 35.088 | * Nagykőrös           | 23.327  | * Törökbálint d           | 14.531 |
| * Dabas s              | 17.546 | * Nagymaros           | 05.069  | * Tura                    | 07.743 |
| * Dunaharaszti b, d, r | 23.688 | * Ócsa                | 09.799  | * Üllő                    | 12.869 |
| * Dunakeszi b, d, p, r | 43.907 | * Örkény              | 04.998  | * Vác r, s, u             | 32.977 |
| * Dunavarsány d        | 08.728 | * Pécel               | 17.233  | * Vecsés d                | 21.517 |
| * Fót                  | 20.773 | * Pilis s             | 12.011  | * Veresegyház             | 20.634 |
| * Göd                  | 21.265 | * Pilisvörösvár d     | 14.518  | * Visegrád d              | 01.829 |
| * Gödöllő d, e, p, r   | 31.494 | * Pomáz d, r, s       | 17.765  | * Zsámbék d               | 05.821 |
| * Gyál                 | 24.370 | * Ráckeve d, r, sr    | 11.113  |                           |        |

## Gemeinden
| Selbstverwaltungen der Minderheiten (2010)                                                                                    | Selbstverwaltungen der Minderheiten (2010) | Selbstverwaltungen der Minderheiten (2010) |
| --- | ------------------------------------------ | ------------------------------------------ |
| b bg | Selbstverwaltung der Bulgaren              | 9 Gemeinden                                |
| d de | Selbstverwaltung der Deutschen             | 44 Gemeinden                               |
| e el | Selbstverwaltung der Griechen              | 5 Gemeinden                                |
| h hr | Selbstverwaltung der Kroaten               | 4 Gemeinden                                |
| p pl | Selbstverwaltung der Polen                 | 4 Gemeinden                                |
| r rom | Selbstverwaltung der Roma                  | 59 Gemeinden                               |
| ru rue | Selbstverwaltung der Russinen              | 6 Gemeinden                                |
| s sk | Selbstverwaltung der Slowaken              | 28 Gemeinden                               |
| sr | Selbstverwaltung der Serben                | 11 Gemeinden                               |
| Weitere Selbstverwaltungen bestehen für im Komitat Bács-Kiskun beheimatete Armenier, Rumänen und Ukrainer (je eine Gemeinde). |                                            |                                            |

### Großgemeinden
Eine Großgemeinde (ungarisch nagyközség) besteht meist aus mehreren Ortsteilen.
| - Alsónémedi b - Bag - Bugyi - Csömör - Dömsöd - Kartal - Kerepes s - Kiskunlacháza b - Leányfalu - Mogyoród | - Nagykovácsi d - Őrbottyán - Piliscsaba d, s - Solymár d - Sülysáp - Taksony d - Tápiószecső - Tápiószentmárton - Tárnok s - Valkó |

### Gemeinden
| - Acsa s - Apaj - Áporka - Bernecebaráti - Bénye - Budajenő d - Ceglédbercel d - Csemő - Csévharaszt - Csobánka d, sr - Csomád s - Csörög - Csővár - Dánszentmiklós - Dány - Délegyháza - Diósd d - Domony - Dunabogdány d - Ecser s | - Erdőkertes - Farmos - Felsőpakony - Galgagyörk s - Galgahévíz - Galgamácsa s - Gomba - Herceghalom d - Hernád - Hévízgyörk - Iklad d - Inárcs - Ipolydamásd - Ipolytölgyes - Jászkarajenő - Kakucs d - Káva - Kemence - Kismaros d - Kisnémedi | - Kisoroszi - Kocsér - Kosd - Kóspallag - Kóka - Kőröstetétlen - Letkés - Lórév b, sr - Majosháza - Makád - Márianosztra - Mende - Mikebuda - Monorierdő - Nagybörzsöny d - Nagytarcsa s - Nyáregyháza - Nyársapát - Pánd - Páty | - Penc - Perbál d, s - Perőcsény - Péteri s - Pilisborosjenő d - Pilisjászfalu - Pilisszántó s - Pilisszentiván d - Pilisszentkereszt d, s - Pilisszentlászló s - Pócsmegyer - Pusztavacs - Pusztazámor - Püspökhatvan s - Püspökszilágy - Rád - Remeteszőlős - Sóskút s - Szada - Szentlőrinckáta | - Szentmártonkáta - Szigetbecse d - Szigetcsép d - Szigetmonostor - Szigetszentmárton d - Szigetújfalu d - Szokolya - Sződ s - Sződliget - Tahitótfalu - Tatárszentgyörgy - Táborfalva - Tápióbicske - Tápiógyörgye - Tápióság - Tápiószőlős - Telki - Tésa - Tinnye - Tóalmás | - Tök - Törtel - Újhartyán d - Újlengyel - Újszilvás - Úri - Üröm - Vasad - Vácduka - Vácegres s - Váchartyán - Váckisújfalu - Vácrátót - Vácszentlászló - Vámosmikola - Verőce d - Verseg - Zebegény - Zsámbok |